# Radosav Petrović
Radosav "Raća" Petrović (Servisch: Радосав Петровић) (Ub, 8 maart 1989) is een Servisch betaald voetballer die doorgaans als defensieve middenvelder speelt. Hij verruilde Dynamo Kiev in juli 2016 transfervrij voor Sporting Lissabon. Petrović debuteerde in 2009 in het Servisch voetbalelftal.

## Clubcarrière
Petrović tekende in juni 2008 een vijfjarig contract bij FK Partizan, dat hem weghaalde bij FK Radnički Obrenovac. Met Partizan won hij in de seizoenen 2008/09, 2009/10 en 2010/11 het landskampioenschap en in zowel 2008/09 als 2010/11 de nationale beker.

## Clubstatistieken
| Seizoen | Club                  | Competitie     | Wedstrijden | Doelpunten |
| ------- | --------------------- | -------------- | ----------- | ---------- |
| 2006/07 | FK Jedinstvo Ub       | ...            | 16          | 0          |
| 2007/08 | FK Radnički Obrenovac | Srpska Liga    | 25          | 0          |
| 2008/09 | FK Partizan           | Superliga      | 21          | 1          |
| 2009/10 | FK Partizan           | Superliga      | 24          | 7          |
| 2010/11 | FK Partizan           | Superliga      | 25          | 9          |
| 2011/12 | Blackburn Rovers      | Premier League | 19          | 0          |
| 2012/13 | Gençlerbirliği        | Süper Lig      | 27          | 3          |
| 2013/14 | Gençlerbirliği        | Süper Lig      | 22          | 2          |
| 2014/15 | Gençlerbirliği        | Süper Lig      | 28          | 2          |
| 2015/16 | Dynamo Kiev           | Premjer Liha   | 7           | 1          |
| 2016/17 | Sporting Lissabon     | Primeira Liga  | 0           | 0          |
| 2016/17 | → Rio Ave             | Primeira Liga  | 13          | 0          |
| 2017/18 | Sporting Lissabon     | Primeira Liga  | 5           | 0          |
| 2018/19 | Sporting Lissabon     | Primeira Liga  | 11          | 0          |

## Interlandcarrière
Onder leiding van bondscoach Radomir Antić maakte Petrović zijn debuut voor het Servisch voetbalelftal op woensdag 12 augustus 2009 in het oefenduel in en tegen Zuid-Afrika, net als Marko Milinković (MFK Košice). Petrović moest in dat duel na 74 minuten plaatsmaken voor Antonio Rukavina. Servië won de wedstrijd met 3-1 door treffers van Zoran Tošić (2) en Danko Lazović.
1 Israel ·
2 Reis ·
3 St. Juste ·
5 Morita ·
6 Debast ·
8 Gonçalves ·
9 Gyökeres ·
10 Edwards ·
11 Santos ·
13 Kovačević ·
17 Trincão ·
19 Harder ·
20 Araújo ·
21 Catamo ·
22 Fresneda ·
23 Bragança ·
25 Inácio ·
26 Diomande ·
41 Callai ·
42 Hjulmand  ·
47 Esgaio ·
57 Quenda ·
72 Quaresma ·
Coach: Amorim
1 Stojković ·
2 Rukavina ·
3 Kolarov ·
4 Kačar ·
5 Vidić ·
6 Ivanović ·
7 Tošić ·
8 Lazović ·
9 Pantelić ·
10 Stanković  ·
11 Milijaš ·
12 Isailović ·
13 Luković ·
14 Jovanović ·
15 Žigić ·
16 Obradović ·
17 Krasić ·
18 Ninković ·
19 Petrović ·
20 Subotić ·
21 Mrđa ·
22 Kuzmanović ·
23 Đuričić ·
Coach: Antić